# Вежбе (Малопольское воеводство)
Ве́жбе (пол. Wierzbie) — село в Польше в сельской гмине Харшница Мехувского повета Малопольского воеводства.
Село располагается в 6 км от административного центра гмины села Мехув-Харшница, в 15 км от административного центра повета города Мехув и в 40 км от административного центра воеводства города Краков.
В 1975—1998 годах село входило в состав Келецкого воеводства.